# 松本秀樹
松本秀樹（日语：／ Matsumoto Hideki，1974年11月15日—），日本男性搞笑藝人、優秀狗狗生活規劃師。大阪NSC12期生。

## 經歷
松本秀樹出身於大阪府大阪市大正區。他畢業於大阪工業大學高等學校（現在的常翔學園高等學校）。
1993年，松本作為12年級學生進入吉本綜合藝能學院。畢業後，他與谷村信友組成雙人組合但是解散。
1995年，松本與活躍於二人組的早瀨勝夫組成新的雙人組合。兩年後，即1997年，組合名稱改為，同時移師東京並加入淺井企劃，但於2002年解散。
他也曾負責富士電視台談話節目《獅王的祝您健康》的前說（2007年9月畢業）。
2000年10月，松本被選為東京電視台綜藝節目《寵物當家》的其中單元「雅夫君出發！寵物當家之旅」的旅行家，這6年來，他和雅夫（拉布拉多犬）一起走遍了日本各地47個都道府縣。並經歷了一次海外遠征前往台灣。雅夫退休後，其兒子大介作為第2代旅行犬，陪伴松本走遍了日本全國各地。自2012年6月起，第3代旅行犬雅春就成為了松本的夥伴。
在節目中的演出，促使他加深了對寵物的了解。此外，他還經營著一個名為的俱樂部，幫助人們和狗狗過上更好的社交生活。他正在擴大他的活動領域，例如關於動物的講座、主持和嘉賓提供與動物交流的場所的活動以及為報紙和雜誌投稿。除了動物節目之外，他還出演過綜藝節目。
2011年3月11日發生東日本大地震後，松本與動物保護團體和志工合作，在受災艱困區找尋、營救和保護盡可能多的寵物。
2018年8月11日，於部落格宣布第一個孩子（女兒）已於7月底誕生。
2019年12月8日，松本在YouTube上開設了頻道。將以為題，將自己迄今為止所培養的知識和經驗以簡單易懂的視頻形式播出，讓人類和寵物能夠更輕鬆地共存。2020年1月6日起全面啟動。
2020年7月1日，松本離開淺井企劃，成立個人事務所「株式會社Matsumoto Hideki」，並擔任代表董事。
2021年3月22日，於部落格和SNS宣布第二個孩子（兒子）誕生。

## 人物
- 身高166cm。體重54kg。
- A型血。
- 阪神虎球迷。
- 有蕎麥等各種過敏症。也不抽煙。
- 截至2019年12月取得的資質及牌照如下。他說希望繼續學習，增加對動物的了解，為社會做出貢獻。
  - NPO法人動物看護士協會認定 狗狗顧問
  - 動物愛護福祉協會認定 愛玩動物救命士
  - 社團法人日本愛玩動物協會認定 愛玩動物飼養管理士（日语：愛玩動物飼養管理士）1級
  - 東京都認定執照 動物飼養員
  - 整體護理顧問輔導員
  - 小動物飼養販售管理士
  - 日本防災士機構認定防災士
  - 與狗一起生活的協調員

更詳細的經歷有發佈在其官方個人網站上。

## 演出

### 電視節目
- 寵物當家（2000年10月—2010年3月，東京電視台）
  - 一起陪大介出發吧！新寵物當家之旅（2010年4月—2012年2月，東京電視台、BS JAPAN）
  - 寵物當家之旅（2012年3月—6月，東京電視台、BS JAPAN）
  - 一起陪雅春出發吧！寵物當家之旅（2012年6月—2016年3月，東京電視台、BS JAPAN）
  - 一起陪雅春出發吧！寵物當家大集合！（2016年4月—2019年3月，東京電視台、BS JAPAN）

### 廣播節目
- 松本秀樹的GoodLife=DogLife（2011年4月9日—2013年3月22日，日本放送）

### 網路節目
- （2013年4月26日—，YouTube）
- （2019年12月8日—，YouTube）

### 電影
- 犬飼先生養狗記（日语：犬飼さんちの犬）（2011年6月25日公開）
- LOVE 雅夫Go！（2012年6月23日公開）[注 3]

## 著書
- （2008年5月19日，Oakla出版（日语：オークラ出版） ISBN 978-4775511985）—繪本
- （2008年7月16日，BESTSELLERS（日语：ベストセラーズ） ISBN 978-4584130889）—隨筆集

## CD
- （2010年12月22日，日本古倫美亞）—名義
- （2012年6月20日，日本古倫美亞）—名義

※的自翻唱

## 腳註

## 外部連結
- （日語）—松本秀樹的官方個人網站。
- （日語）—松本秀樹的官方個人部落格。
- 松本秀樹的X（前Twitter） （日語）
- （日語）
- （日語）